# The Sunset Limited (película)
The Sunset Limited es un telefilme estadounidense de 2011 dirigido y protagonizado por Tommy Lee Jones. El filme está basado en la obra de teatro homónima de Cormac McCarthy, quien escribió el guion, y cuenta con la participación de Samuel L. Jackson.

## Sinopsis
Un drama psicológico que se sitúa en un piso humilde de Nueva York y que narra el encuentro entre dos personajes opuestos: un ex presidiario negro muy creyente (Samuel L. Jackson) que salva la vida de un profesor universitario blanco solitario (Tommy Lee Jones) que quería tirarse a las vías del metro. El título, The Sunset Limited, hace referencia al nombre de un tren de pasajeros que recorre el trayecto desde Nueva Orleans hasta Los Ángeles. La acción se desarrolla íntegramente en el apartamento de Black, donde los personajes se dirigen (por propuesta de Black) después de su incidente en el andén.

## Reparto
- Tommy Lee Jones
- Samuel L. Jackson

## Recepción
La película recibió críticas generalmente favorables, con una puntuación de 67/100 con base en 15 críticas en Metacritic. Mike Hale de The New York Times dio una crítica negativa del filme, diciendo que los personajes son barcos vacíos para las ideas y lenguaje del autor, «tan retórica y dramáticamente inertes que nunca sientes que estás en el cuarto con ellos».